# 马尔库 (上普罗旺斯阿尔卑斯省)
马尔库（法語：Marcoux，法語發音：[maʁku]）是法国上普罗旺斯阿尔卑斯省的一个市镇，属于迪涅莱班区。

## 地理
马尔库（44°7'42"N, 6°16'37"E）面积32.17 平方千米，位于法国普罗旺斯-阿尔卑斯-蓝色海岸大区上普罗旺斯阿尔卑斯省，该省份为法国东南部内陆省份，北起上阿尔卑斯省，西接沃克吕兹省，西北接德龙省，南至瓦尔省，东临滨海阿尔卑斯省，东北部与意大利接壤。
与马尔库接壤的市镇（或旧市镇、城区）包括：阿尔沙伊、勒布吕斯凯、迪涅莱班、德赖克斯。

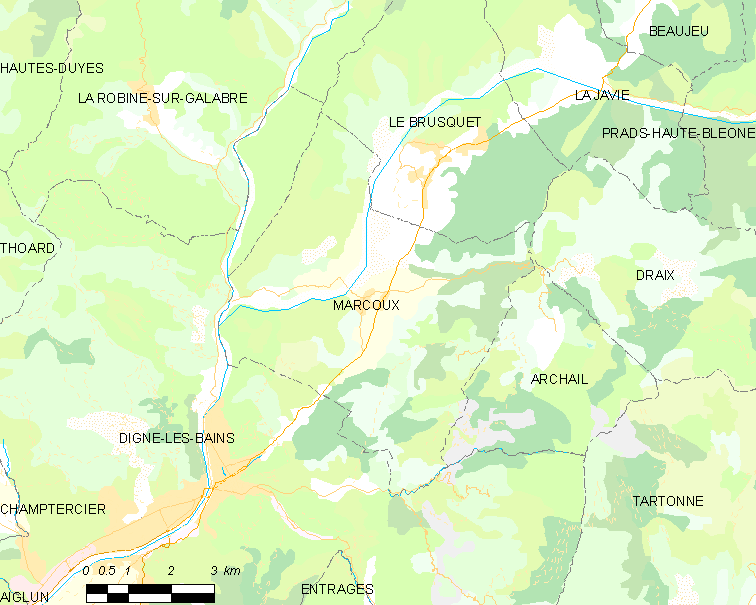
的OSM定位图

马尔库的时区为UTC+01:00、UTC+02:00（夏令时）。

## 行政
马尔库的邮政编码为04420，INSEE市镇编码为04113。

## 政治
马尔库所属的省级选区为迪涅莱班第一县。

## 人口

1962-2008年间人口变化图示

马尔库于2022年1月1日时的人口数量为460人。